# Alfred Schönherr
Alfred Schönherr (* 1. Oktober 1909 in Chemnitz; † 9. April 1986 in Ost-Berlin) war ein deutscher Widerstandskämpfer gegen den Nationalsozialismus, später Funktionär der Sozialistischen Einheitspartei Deutschlands (SED) und leitender Mitarbeiter im Ministerium des Innern und im Ministerium für Staatssicherheit bzw. ihrer Vorläufer. 1956 bis 1957 war er 1. Sekretär der SED-Kreisleitung im MfS Berlin.

## Leben
Schönherr, Sohn eines Gießereiarbeiters und einer Näherin, besuchte von 1916 bis 1924 die Volksschule und erlernte dann den Beruf des Elektromonteurs. 1927 trat er dem Kommunistischen Jugendverband Deutschlands bei und war ab 1928 gewerkschaftlich organisiert. Ab 1928 arbeitete Schönherr im Städtischen Elektrizitätswerk Chemnitz. 1931 wurde er Mitglied der Kommunistischen Partei Deutschlands (KPD). Im Herbst 1931 war Schönherr wegen Landfriedensbruch und Widerstand gegen die Staatsgewalt sechs Wochen in Haft.
Nach der „Machtergreifung“ der NSDAP 1933 wurde er aus dem Städtischen Elektrizitätswerk entlassen. Er blieb bis 1935 arbeitslos. Seit Sommer 1933 war er Verbindungsmann, später Leiter des Parteiselbstschutzes im illegalen Unterbezirk Berlin-Zentrum der KPD. 1934 wurde er angeklagt und wegen „Vorbereitung zum Hochverrat“ zu sechseinhalb Jahren Haft verurteilt, die er von 1935 bis 1941 im Zuchthaus Waldheim verbüßte. Nach seiner Haftentlassung wurde Schönherr bei der Auto Union AG als Elektromonteur verpflichtet. Hier beteiligte er sich wieder am Widerstand und wurde 1944 erneut verhaftet. Am 11. April 1945 wurde er zu fünf Jahren Zuchthaus und spätere Überführung in ein KZ verurteilt. Am 7. Mai 1945 wurde Schönherr durch sowjetische Truppen aus dem Zuchthaus Waldheim befreit.
1945 trat Schönherr wieder der KPD bei und wurde 1946 Mitglied der SED. Ab 1945 war er bei der Volkspolizei (Kriminalpolizei) beschäftigt, 1948/49 leitete er die Abteilung Kriminalpolizei der Deutschen Verwaltung des Innern. Am 1. Mai 1949 wurde er von Polizeipräsident Paul Markgraf gemeinsam mit Fritz Eikemeier zum Vizepräsidenten der Berliner Volkspolizei berufen. Nach einem Besuch der Parteihochschule „Karl Marx“ der SED (1950/51) wurde er 1951 Mitarbeiter beim „Institut für wirtschaftswissenschaftliche Forschung“ (Bezeichnung des damaligen Auslandsgeheimdienstes), später bei der Hauptabteilung XV des Staatssekretariats für Staatssicherheit bzw. bei der Hauptverwaltung Aufklärung des Ministeriums für Staatssicherheit (MfS). 1954 wurde er zum Oberst befördert. 1955/56 fungierte Schönherr als Erster Sekretär der SED-Parteiorganisation in der Hauptverwaltung Aufklärung, dann 1956/57 als Erster Sekretär der SED-Kreisleitung im MfS Berlin. Im Mai 1957 wurde er Leiter der Kontrollinspektion des MfS, im Dezember 1957 stellvertretender Operativ des Leiters der Bezirksverwaltung Frankfurt (Oder) des MfS. 1958 wirkte er zunächst als Instrukteur in der SED-Kreisleitung des MfS, dann als Politstellvertreter des Kommandeurs des Wachregiments „Feliks Dzierzynski“ Berlin. Ab 1959 leitete er als Offizier im besonderen Einsatz die Hauptverwaltung Strafvollzug im Ministerium des Innern. 1962 trat Schönherr in den Ruhestand.

## Auszeichnungen
- 30. Juni 1955 Vaterländischer Verdienstorden (VVO) in Bronze
- 1974 Vaterländischer Verdienstorden (VVO) in Gold
- Ehrenspange zum VVO in Gold